# 达米亚诺·皮皮
达米亚诺·皮皮（義大利語：Damiano Pippi，1971年8月23日—），意大利前男子排球运动员。他曾代表意大利国家队参加2004年夏季奥林匹克运动会排球比赛，结果收获一枚银牌。